# Tony Goldwyn
Tony Goldwyn, all'anagrafe Anthony Howard Goldwyn (Los Angeles, 20 maggio 1960), è un attore e regista statunitense.

## Biografia

### Origini e formazione
Nato a Los Angeles, California, è figlio dell'attrice Jennifer Howard e del produttore cinematografico Samuel Goldwyn Jr., che divorziarono quando aveva 8 anni; è fratello del produttore John Goldwyn. I nonni paterni di Goldwyn erano il produttore Samuel Goldwyn e l'attrice Frances Howard, mentre i nonni materni erano il drammaturgo Sidney Howard e l'attrice Clare Eames. Goldwyn ha frequentato Hamilton College e successivamente la Brandeis University di Waltham, Massachusetts, e la London Academy of Music and Dramatic Art.

### Carriera
Famoso per il ruolo del cattivo Carl Bruner nel film Ghost - Fantasma, aveva esordito nel 1986 in Venerdì 13 parte VI - Jason vive. Tra gli altri film da lui interpretati vi sono Il rapporto Pelican, Gli intrighi del potere - Nixon, Il collezionista, Il sesto giorno, In fuga per la libertà, The Sisters e L'ultimo samurai con Tom Cruise. È a lui che si ispirano i disegnatori della Disney quando disegnano Tarzan nell'omonima pellicola di animazione del 1999 diretta da Kevin Lima e Chris Buck e, infatti, sarà lui stesso a doppiare il protagonista.
Dal 2012 è uno dei protagonisti della serie televisiva Scandal, dove interpreta il presidente degli Stati Uniti. Nel 2013 viene scelto per interpretare Andrew Prior nell'adattamento cinematografico del best seller young-adult Divergent. 
Esordisce alla regia nel 1999 con A Walk on the Moon - Complice la luna, seguito da Qualcuno come te. Nel 2006 gira The Last Kiss, remake statunitense de L'ultimo bacio di Gabriele Muccino. Dirige inoltre alcuni episodi di diverse serie televisive come The L Word, Grey's Anatomy, Law & Order: Criminal Intent e Dexter. A quest'ultima prende parte in veste di guest star. Nel 2019 partecipa alla serie Chambers.
Nel 2024 è entrato a far parte del cast della serie televisiva Law & Order - I due volti della giustizia, nel ruolo del procuratore distrettuale Nicholas Baxter.

## Vita privata
Dal 1987 è sposato con la scenografa Jane Musky. La coppia ha due figlie, Anna (1990) e Tess (1995).

## Filmografia

### Attore

#### Cinema
- Venerdì 13 parte VI - Jason vive (Friday the 13th Part VI: Jason Lives), regia di Tom McLoughlin (1986)
- Gaby - Una storia vera (Gaby a True Story), regia di Luis Mandoki (1987)
- Ghost - Fantasma (Ghost), regia di Jerry Zucker (1990)
- Poliziotto in blue jeans (Kuffs), regia di Bruce A. Evans (1992)
- Tracce di rosso (Traces of Red), regia di Andy Wolk (1992)
- Il rapporto Pelican (The Pelican Brief), regia di Alan J. Pakula (1993)
- L'ultimo tatuaggio (The Last Tattoo), regia di John Reid (1994)
- Conseguenze pericolose (The Last Word) (1995)
- Reckless, regia di Norman René (1995)
- Gli intrighi del potere - Nixon (Nixon), regia di Oliver Stone (1996)
- Il colore del fuoco (The Substance of Fire), regia di Daniel J. Sullivan (1997)
- Il collezionista (Kiss the Girls), regia di Gary Fleder (1997)
- Scegli il male minore (The Lesser Evil), regia di David Mackay (1998)
- Pocahontas - La leggenda (Pocahontas: The Legend) (1999)
- Il sesto giorno (The 6th Day), regia di Roger Spottiswoode (2000)
- In fuga per la libertà (An American Rhapsody), regia di Éva Gárdos (2001)
- Bounce, regia di Don Roos (2001)
- Joshua, regia di Jon Purdy (2002)
- Abandon - Misteriosi omicidi (Abandon), regia di Stephen Gaghan (2002)
- L'ultimo samurai (The Last Samurai), regia di Edward Zwick (2003)
- Il padrino di Green Bay (The Godfather of Green Bay), regia di Pete Schwaba (2005)
- The Sisters - Ogni famiglia ha i suoi segreti (The Sisters), regia di Arthur Allan Seidelman (2005)
- American Gun, regia di Aric Avelino (2005)
- L'ultima casa a sinistra (The Last House on the Left), regia di Dennis Iliadis (2009)
- Convinction, regia di Tony Goldwyn (2010)
- Professione assassino (The Mechanic), regia di Simon West (2011)
- Divergent, regia di Neil Burger (2014)
- The Divergent Series: Insurgent, regia di Robert Schwentke (2015)
- The Belko Experiment, regia di Greg McLean (2016)
- The Silent Man (Mark Felt: The Man Who Brought Down the White House), regia di Peter Landesman (2017)
- Quando arriva l'amore (A Little Something for Your Birthday), regia di Susan Walter (2017)
- Una famiglia vincente - King Richard (King Richard), regia di Reinaldo Marcus Green (2021)
- The Plane (Plane), regia di Jean-François Richet (2023)
- Murder Mystery 2, regia di Jeremy Garelick (2023)
- Oppenheimer, regia di Christopher Nolan (2023)
- In viaggio con mio figlio (Ezra), regia di Tony Godwyn (2023)
- Elevation, regia di George Nolfi (2024)

#### Televisione
- Una vacanza nera (Dark Holiday) – film TV, regia di Lou Antonio (1989)
- Racconti di mezzanotte (Tales from the Cryp) – serie TV, 1 episodio (1991)
- Sfida infuocata (Taking the Heat), regia di Tom Mankiewicz (1993)
- Big Gun (Doomsday Gun), regia di Robert Young (1994)
- Truman – film TV, regia di Frank Pierson (1995)
- The Boys Next Door, regia di John Erman (1996)
- The Tom Green Show, 2 episodi (1998-1999)
- Senza traccia (Without a Trace) – serie TV, 2 episodi (2004)
- The L Word – serie TV, 2 episodi (2005)
- Dexter – serie TV, 1 episodio (2006)
- Law & Order: Criminal Intent – serie TV, 4 episodi (2007-2008)
- The Good Wife – serie TV, 1 episodio (2009)
- Drop Dead Diva – serie TV, 1 episodio (2011)
- Il caso Warren Jeffs (Outlaw Prophet: Warren Jeffs) – film TV, regia di Gabriel Range (2014)
- Scandal – serie TV, 124 episodi (2012-2018)
- Chambers – serie TV, 10 episodi (2019)
- Blue Sky Metropolis – miniserie TV, 4 puntate (2019)
- Lovecraft Country - La terra dei demoni (Lovecraft Country) – serie TV, episodio 1x02 (2020)
- The Hot Zone - Area di contagio (The Hot Zone) – serie TV, 6 episodi (2021)
- Law & Order - I due volti della giustizia (Law & Order) – serie TV, 26 episodi (2024-in corso)
- Law & Order - Unità vittime speciali (Law & Order: Special Victims Unit) – serie TV, episodi 26x12, 26x19 (2025)

### Regista

#### Cinema
- A Walk on the Moon - Complice la luna (A Walk on the Moon) (1999)
- Qualcuno come te (Someone Like You) (2001)
- The Last Kiss (2006)
- Conviction (2010)
- In viaggio con mio figlio (Ezra) (2023)

#### Televisione
- Senza traccia – serie TV, 1 episodio (2004)
- The L Word – serie TV, 3 episodi (2004-2005)
- Law & Order - I due volti della giustizia – serie TV, 1 episodio (2006)
- Grey's Anatomy – serie TV, 2 episodi (2005-2006)
- Kidnapped – serie TV, 1 episodio (2007)
- Six Degrees - Sei gradi di separazione – serie TV, 1 episodio (2007)
- Private Practice – serie TV, 1 episodio (2007)
- Dexter – serie TV, 4 episodi (2006-2007)
- Dirty Sexy Money – serie TV, 1 episodio (2007)
- Alibi – film TV (2007)
- Damages – serie TV, 1 episodio (2010)
- Hawthorne - Angeli in corsia – serie TV, 1 episodio (2011)
- The Divide – serie TV, 2 episodi (2014)
- Scandal – serie TV, 3 episodi (2013-2014)

### Sceneggiatore
- The Divide – serie TV (2014)

### Produttore
- A Walk on the Moon - Complice la luna (A Walk on the Moon) (1999)
- Conviction (2010)
- The Divide – serie TV (2014)

## Premi e riconoscimenti
| Anno | Premio                               | categoria                                                         | Prodotto                   | risultato       |
| ---- | ------------------------------------ | ----------------------------------------------------------------- | -------------------------- | --------------- |
| 1991 | Saturn Awards                        | Miglior attore non protagonista                                   | Ghost                      | Candidato/a     |
| 1996 | Screen Actors Guild Awards           | Outstanding Performance by a Cast in a Motion Picture             | Nixon                      | Candidato/a     |
| 2010 | Philadelphia Film Festival           | Philadelphia Film Festival for Audience Award — Honorable Mention | Conviction                 | Vincitore/trice |
| 2013 | Peabody Award                        | Excellence in Radio and Television                                | Scandal                    | Vincitore/trice |
| 2014 | Prism Awards                         | Migliore Performance in una serie drammatica                      | Scandal                    | Candidato/a     |
| 2024 | Hollywood Critics Association Awards | Miglior cast                                                      | Ezra - Viaggio di famiglia | Candidato/a     |

## Teatro (parziale)
- The Sum of Us di David Stevens, regia di Kevin Dowling. Williamstown Theatre Festival di Williamstown (1988)
- Picnic di William Inge, regia di Kevin Dowling. Williamstown Theatre Festival di Williamstown (1991)
- Lady in the Dark, libretto di Moss Hart e Ira Gershwin, colonna sonora di Kurt Weill, regia di Larry Carpenter. New York City Center di New York (1998)
- The Sound of Music, libretto di Howard Linsday, Russel Crouse e Oscar Hammerstein II, colonna sonora di Richard Rodgers. Carnegie Hall di New York (2012)
- Network di Lee Hall, regia di Ivo van Hove. Belasco Theatre di Broadway (2018)
- A Little Night Music, libretto di Hugh Wheeler, musiche di Stephen Sondheim, regia di Rob Ashford. Gazebo di Tangeri (2019)
- The Inheritance di Matthew Lopez, regia di Stephen Daldry. Walter Kerr Theatre di Broadway (2020)

## Doppiatori italiani
Nelle versioni in italiano delle opere in cui ha recitato, Tony Goldwyn è stato doppiato da:
- Roberto Chevalier in Venerdì 13 parte VI - Jason vive, Gaby - Una storia vera, Poliziotto in blue jeans, Il rapporto Pelican, Il collezionista, Abandon - Misteriosi omicidi, The L Word, The Belko Experiment, Lovecraft Country - La terra dei demoni
- Stefano Benassi in Oppenheimer, Law & Order - I due volti della giustizia, Law & Order - Unità vittime speciali
- Francesco Prando in  Bounce, L'ultima casa a sinistra, In viaggio con mio figlio
- Stefano Thermes in Una famiglia vincente - King Richard, The Plane, Murder Mystery 2
- Massimo Lodolo in Ghost - Fantasma, The Good Wife
- Massimiliano Alto in Senza traccia, Drop Dead Diva
- Alessandro D'Errico in Scandal, The Hot Zone - Area di contagio
- Simone Mori in Gli intrighi del potere
- Luca Biagini in Scegli il male minore
- Enrico Di Troia in In fuga per la libertà
- Roberto Gammino in Dalla terra alla luna
- Tonino Accolla in L'ultimo samurai
- Riccardo Lombardo in The Sisters
- Andrea Zalone in Law & Order - Criminal Intent
- Antonio Sanna in American Gun
- Mario Cordova in Professione Assassino
- Sergio Lucchetti in Divergent
- Teo Bellia in Dexter
- Alessio Cigliano in The Silent Man
- Gianluca Tusco in Reckless
- Marco Balzarotti in I racconti della Cripta
- Christian Iansante in Chambers
- Sandro Acerbo in Invitati per forza

Da doppiatore è sostituito da:
- Massimo Rossi in Tarzan